# Azucena Calvay
Azucena Yahomi Calvay Díaz (Chiclayo, 26 de agosto de 2001) es una cantante peruana, que ha desarrollado su carrera artística dentro de los géneros cumbia y chicha.
Fue integrante de las bandas musicales Los Rebeldes de la Cumbia y Los Claveles de la Cumbia, donde ganó notoriedad durante la pandemia de COVID-19 en Perú. 
A partir del año 2021, se desempeña como solista, siendo la vocalista principal de su agrupación Azucena Calvay & Orquesta.

## Biografía
Azucena Calvay nació el 26 de agosto de 2001 en Chiclayo. Proveniente de una familia de clase baja, vivió sus primeros años en su ciudad natal Chiclayo, en el cual mostraba su interés en la música, gracias a la intervención de su abuelo, quien se trabaja como cantante de balada romántica en un restaurante en común. Tras concluir la secundaria, comenzó a estudiar la facultad de medicina humana en la Universidad Señor de Sipán sin dejar de lado a su faceta musical.
Calvay comenzó su carrera artística a la edad de trece años en 2014, como miembro de la banda musical Hermanos Mendoza, en el cual interpretó su versión del tema «Amor de mis amores», y más tarde, de los conjuntos Los Andaluces de Ferreñafe y Suena Reflejos de Monsefú, consolidándose así en la cumbia peruana, género en la que años más tarde la llevaría a la fama.
Pero no fue hasta el año 2020, cuando le llegaría la oportunidad de integrar a la orquesta Los Rebeldes de la Cumbia, en el cual se presentaba en fiestas COVID-19 durante el estado de emergencia por poco tiempo. Más tarde, formaría parte del otro conjunto Los Claveles de la Cumbia a partir de 2021 y retornar al año siguiente a Los Rebeldes de la Cumbia hasta su renuncia en 2023. Durante su estadía en el último grupo mencionado, interpretó los recopilatorios «Yo no lloro de dolor, son lágrimas de amor», «Mix Sufrimiento», «Duele dejarte amarte» y «Sentada frente a un bar», siendo ambos como temas símbolos de su trayectoria. Tras el éxito, comenzó a aparecer como invitada ocasional a diferentes programas de televisión nacional como En boca de todos de América Televisión.
En marzo de 2023, anunció su incursión como solista con su banda Azucena Calvay & Orquesta, siendo ella vocalista y figura principal de su conjunto, siendo presentada de manera oficial en un concierto en Ica. Al mes siguiente, lanza su tema debut en solitario «Buscando tu cariño», en el cual obtuvo una gran aceptación en las emisoras locales como Radio Nova y Nueva Q.
En julio, Calvay elabora el nuevo material «Mix no somos nada» en formato recopilatorio, además de su fama de su apelativo como La Reina de las Despechadas. Tras ponerle pausa a su carrera producto de su embarazo, Calvay regresó a la música lanzando el nuevo sencillo «Dos cervezas» a dueto con el presentador televisivo Ernesto Pimentel, en septiembre de ese año. Al mes siguiente, interpretó el tema «Mi corazón está hecho pedazos» de su LP homónimo.
En 2024, Calvay anunció el lanzamiento de su tercer tema como solista, «Tanto amor te di».

## Discografía

### LP
- 2023: Buscando tu cariño
- 2023: Mix no somos nada
- 2023: Déjame amarme/Sentada frente a un bar
- 2023: Dos cervezas
- 2023: Mi corazón está hecho pedazos